# 丹巴黄堇
丹巴黄堇（学名：Corydalis grandiflora），为罂粟科紫堇属下的一个植物种。种名grandiflora意为“大花的”。